# 施諲
施諲（1503年—？），字敬叔，浙江寧波府鄞縣人，民籍，明朝政治人物。

## 生平
嘉靖十三年（1534年）甲午科應天府鄉試第四十四名舉人。嘉靖十七年（1538年）中式戊戌科會試第二百五十名，登第三甲第二十名進士。授吉水县知县，升徽州府同知，官至吏部验封司员外郎。

## 家族
曾祖施騫；祖父施奎；父施彪，母劉氏。具庆下。